# Tinh thể rắn
Tinh thể rắn là dạng tinh thể kết tinh của chất rắn. Đa số những khoáng vật ở trạng thái rắn là những chất kết tinh, nghĩa là những chất có cấu trúc tinh thể.

## Dạng tinh thể
Mỗi khoáng vật có cấu trúc tinh thể khác nhau. Các hình dạng tinh thể cũng rất đa dạng. Hầu như mỗi khoáng vật trong những điều kiện nhiệt độ và áp suất nhất định lại tạo ra một dạng tinh thể.
Xuất phát từ một điểm nào trong không gian của bất cứ một chất nào đều có thể xác định vị trí của điểm đó qua 3 phương đo đạc. Do vậy, tất cả các hạt tinh thể đều có thể chia làm 3 dạng sau:

### Dạng đẳng thước
Dạng đẳng thước là dạng tinh thể trong đó hạt tinh thể phát triển đều theo cả ba phương của không gian. Thí dụ những hạt granat 12 mặt thoi, khối bát diện magnetit, hay khối lập phương pyrit.

### Dạng đơn nghiêng
Dạng đơn nghiêng là dạng tinh thể trong đó các hạt tinh thể phát triển kéo dài về một phương. Như trong các tinh thể có cấu trúc tinh thể hình lăng trụ, hình cột, hình que, hay tinh thể hình tóc, hoặc tập hợp tinh thể thành hình sợi. Thí dụ tinh thể Aquamarine, Tuamalin...

### Dạng tấm
Dạng tấm là dạng trong đó các hạt tinh thể phát triển kéo dài theo hai phương còn phương thứ ba còn lại ngắn. Đây là những tinh thể hình tấm hình, hình miếng hay hình lá hoặc hình vẩy. Thí dụ Hematit, Mica...N

### Các dạng đặc biệt khác
Ngoài ra, còn có những dạng tinh thể phức tạp khác. Thí dụ các tinh thể hình cây, hình rêu, hay nói chung còn có nhiều dạng không đều khác nữa.

## Đơn tinh, song tinh và đa tinh
Ngoài những tinh thể đơn còn có đám tinh thể hoặc tinh thể mọc ghép. Tùy thuộc theo cấu trúc kết tinh đồng thời giữa các tinh thể này mà người ta gọi chúng là tinh thể đám, tinh hốc, hoặc song tinh, tam tinh...

## Bề mặt tinh thể
Bề mặt các tinh thể không phải là những bề mặt lý tưởng. Nếu ta nhìn các mặt đó bằng ánh sáng phản chiếu, nhất là lại phóng đại lên thì hầu như bao giờ cũng có thể thấy những vết méo lệch ở trên đó gọi là chạm trổ, hoa văn trên bề mặt các tinh thể.